# Rokosowo (Koszalin)
Rokosowo (deutsch Rogzow)  ist ein Stadtteil der Stadt Koszalin (Köslin) in der  polnischen Woiwodschaft Westpommern. Der Ort bildete vor 1945 eine eigene Landgemeinde im Kreis Köslin und wurde nach 1945 unter polnischer Verwaltung  in das Stadtgebiet  eingemeindet.

## Geographische Lage
Der Ort liegt in Hinterpommern, dreieinhalb Kilometer östlich der Stadtmitte von Koszalin (Köslin) am Fuße des Gollen. Durch den Ort führt in West-Ost-Richtung die Woiwodschaftsstraße 206.

Rogzow, östlich von Köslin und südwestlich von Zanow, auf einer Landkarte von 1910

## Geschichte
In einer Urkunde des Jahres 1284  bestätigte der Camminer Bischof Hermann dem Zisterzienserinnen-Kloster in  Köslin den Besitz des Dorfs Rokesouwe, das es von einem Adligen namens Dietrich von Belgard  käuflich erworben hatte.  Eine andere ältere Schreibweise des Ortsnamens ist Roggezow.
Im Jahr 1784 hatte das Dorf, in dem es vier Vollbauern gab, unter denen sich auch der Schulze befand, 22 Feuerstellen (Haushaltungen). Es gehörte zum Domänenamt Köslin und war in der Schlosskirche Köslin eingepfarrt. Um 1861 hatte das Dorf eine Ziegelei, ein Schulhaus, 86 Wohnhäuser und 107 Wirtschaftsgebäude.
Bereits vor 1945 war Rogzow wirtschaftlich mit der Stadt Köslin zusammengewachsen. So wurde Rogzow durch die Kösliner Straßenbahn und durch Kösliner Omnibusse bedient. Doch bildete Rogzow in politischer Hinsicht bis 1945 eine eigene Landgemeinde im Kreis Köslin. Zu der Gemeinde gehörte neben Rogzow selbst der Wohnplatz Obermühle.
Im Jahr 1945 gehörte Rogzow zum Landkreis Köslin im Regierungsbezirk Köslin der preußischen Provinz Pommern des Deutschen Reichs.
Gegen Ende des Zweiten Weltkriegs wurde die Region im Frühjahr 1945 von der Roten Armee besetzt. Nach Kriegsende wurde Rogzow von der sowjetischen Besatzungsmacht gemäß dem Potsdamer Abkommen zusammen mit ganz Hinterpommern verwaltungstechnisch der Volksrepublik Polen unterstellt. Es begann nun die Zuwanderung polnischer, auch ukrainische Migranten, die anfangs vorwiegend aus von der Sowjetunion beanspruchten Gebieten östlich der Curzon-Linie kamen. Für Rogzow wurde die polnische Ortsbezeichnung Rokosowo eingeführt. Unter der kommunistischen polnischen Verwaltung wurden bis 1947 die „wilden“ Vertreibungen der angestammten Dorfbevölkerung durchgeführt.

### Demographie
| Jahr | Einwohner | Anmerkungen                                                      |
| ---- | --------- | ---------------------------------------------------------------- |
| 1818 | 246       | königliches Dorf                                                 |
| 1852 | 680       | [ 5 ]                                                            |
| 1861 | 762       | in 174 Familien                                                  |
| 1864 | 808       | am 3. Dezember, Amtsdorf, auf einer Gesamtfläche von 2114 Morgen |
| 1867 | 821       | am 3. Dezember, Domänen-Amtsdorf                                 |
| 1871 | 813       | am 1. Dezember, sämtlich Evangelische                            |
| 1910 | 1011      | am 1. Dezember                                                   |
| 1925 | 1262      | [ 9 ]                                                            |
| 1933 | 1707      | [ 9 ]                                                            |
| 1939 | 2011      | [ 9 ]                                                            |